# تریلوکان پرادان
تریلوکان پرادان (انگلیسی: Trilochan Pradhan؛ زادهٔ ۳ ژانویهٔ ۱۹۲۹) فیزیک‌دان اهل هند و از دانش‌آموختگان دانشگاه هندوی بنارس و دریافت‌کنندگان جایزه کالینگا است.